# منزل منجم باشي
منزل منجم باشي (بالفارسية: خانه منجم‌باشی) هو منزل تاريخي يعود إلى عصر القاجاريون، ويقع في لنغرود.